# Louise Mushikiwabo
Louise Mushikiwabo (sinh ngày 22 tháng 05 năm 1961), là Tổng thư ký thứ tư và hiện tại của tổ chức internationale de la Francophonie. Trước đây bà từng là Bộ trưởng Bộ Ngoại giao và Hợp tác của Rwanda từ năm 2009 đến 2018. Bà cũng từng là Người phát ngôn của Chính phủ..Trước đó, bà là Bộ trưởng Thông tin của nước này.
Vào ngày 12 tháng 10 năm 2018, bà được trúng cử với nhiệm kỳ 04 năm phục vụ cho vị trí Tổng thư ký Tổ chức internationale de la Francophonie (OIF) tại Hội nghị thượng đỉnh Francophonie ở Yerevan, Armenia.

## Thời niên thiếu
Louise Mushikiwabo sinh ngày 22 tháng 05 năm 1961 tại Kigali, thủ đô của Rwandan. Cha cô là Bitsindinkumi, một người Tutsi từ tộc Batsobe;  Bitsindinkumi làm nông dân, quản lý các công việc nhỏ của gia đình cũng như làm kế toán cho một đồn điền cà phê thuộc địa. Mẹ cô là Nyiratulira,  Cô trải qua thời thơ ấu ở Kigali. Cô là em út trong số 09 người con, anh chị em của cô bao gồm Lando Ndasingwa, người đã trở thành một doanh nhân và chính trị gia đáng chú ý ở Rwanda trước khi bị giết năm 1994 trong cuộc diệt chủng Rwandan, và Anne-Marie Kantengwa, người đã tiếp quản khách sạn Lando, ông Land Land sau khi ông qua đời và phục vụ tại Quốc hội Rwanda từ năm 2003 đến năm 2008 
Sau khi hoàn thành học chương trình tiểu học và trung học ở Kigali, Mushikiwabo, kế đến đi học tại Đại học Quốc gia Rwanda (hiện là Đại học Rwanda), ở thành phố phía nam Butare, năm 1981. Cô tốt nghiệp đại học năm 1984, với bằng cử nhân tiếng Anh, và sau đó làm việc một thời gian ngắn với tư cách là một giáo viên trung học. Năm 1986, cô di cư từ Rwanda đến Hoa Kỳ, nơi cô bắt đầu học thạc sĩ về Ngôn ngữ và Phiên dịch tại Đại học Delwar, với tiếng Pháp là ngôn ngữ chuyên ngành. Sau khi học xong năm 1988, cô ở lại Hoa Kỳ, định cư ở khu vực Washington, DC. Cô bắt đầu sự nghiệp làm việc cho các tổ chức vận động hành lang, trước khi đảm nhận vị trí với Ngân hàng Phát triển Châu Phi (ADB); như một phần vai trò của cô với ADB, cô sống ở Tunisia trong một thời gian ngắn, và cuối cùng trở thành Giám đốc Truyền thông của ngân hàng này.
Vào năm 2006, Mushikiwabo đã viết một cuốn sách, với chủ đề Rwanda Means the Universe, được đồng tác giả bởi Jack Kramer, một nhà báo người Mỹ và cựu sinh viên biển. Cuốn sách là một cuốn tự truyện, mô tả lịch sử gia đình của Mushikiwabo, cuộc sống ban đầu của cô ở Rwanda và những trải nghiệm của cô khi di cư sang Hoa Kỳ. Nó cũng mô tả chi tiết về cuộc diệt chủng Rwandan, từ góc độ lịch sử cũng như quan điểm sống của Mushikwabo khi sống ở Washington, khi cô nhận được tin rằng nhiều thành viên trong gia đình cô đã bị giết.

## Sự nghiệp chính trị
Vào tháng 03 năm 2008, Mushikiwabo được Tổng thống Rumani Paul Kagame mời trở về quê hương Rwanda và đảm nhận một vị trí trong Chính phủ của ông. Cô được bổ nhiệm vào chức vụ Bộ trưởng Thông tin, thay thế Laurent Nkusi. Đầu nhiệm kỳ, Mushikiwabo chịu trách nhiệm quyết định có nên hành động chống lại một số tổ chức truyền thông địa phương đã điều hành những chiến dịch phỉ báng về Kagame hay không. Một tờ báo, các Kinyarwanda -language hàng ngày Umuco, đã xuất bản một bài báo so sánh tổng thống Adolf Hitler, và Hội đồng tối cao của báo chí (HCP) đã yêu cầu Chính phủ phải đình chỉ giấy phép của tờ báo. Nkusi đã từ chối yêu cầu này và trong khi Mushikiwabo không chính thức đình chỉ bài báo, thì dù sao nó cũng đã ngừng in vào tháng 10 năm 2008  Mushikiwabo thường khuyến khích các đồng nghiệp của mình ủng hộ tự do báo chí, nhưng cũng kiên quyết trong việc đảm bảo truyền thông tuân thủ luật pháp cứng rắn của Rwanda xung quanh việc từ chối diệt chủng. Năm 2009, cô đã ban hành lệnh cấm tạm thời đối với đài phát thanh Kinyarwanda do Tập đoàn Phát thanh Anh (BBC) phát sóng, bởi vì cô tuyên bố họ đã phát sóng các chương trình "đưa ra phạm vi miễn phí cho những kẻ diệt chủng và những kẻ phủ nhận tội ác diệt chủng"; BBC đã bác bỏ tuyên bố này, cho rằng nó và chính phủ có những cách hiểu khác nhau về nạn diệt chủng.
Ngoài việc chịu trách nhiệm về việc ra quyết định của Bộ, Mushikiwabo còn hoàn thành vai trò là người phát ngôn của Chính phủ trong thời gian làm Bộ trưởng Thông tin. Ví dụ, khi Rwanda gặp khủng hoảng ngoại giao với Đức sau vụ bắt giữ giám đốc giao thức của Tổng thống Kagame Rose Kabuye, Mushikiwabo đã nói chuyện với truyền thông quốc tế để làm rõ lập trường của chính phủ Rwandan. Cô đã sử dụng các kỹ năng ngôn ngữ của mình, có thể đưa ra các tuyên bố bằng tất cả các ngôn ngữ chính thức của Rwanda, Kinyarwanda, tiếng Pháp và tiếng Anh.

## Các hoạt động khác
- Hội nghị an ninh Munich, thành viên của Hội đồng tư vấn [21]

## Cuộc sống cá nhân và gia đình
Anh trai của cô, Lando Ndasingwa, là bộ trưởng Tutsi duy nhất trong chính phủ Habyarimana cuối cùng, nhưng đã bị giết vào đầu cuộc diệt chủng năm 1994. Chị gái của cô, Anne-Marie Kantengwa, đã tiếp quản công việc quản lý khách sạn và nhà hàng của anh trai họ, Chez Lando, sau khi anh bị giết. Mushikiwabo cũng là cháu gái của học giả và linh mục nổi tiếng người Rwandan, là Alexis Kagame.

### Trích dẫn công việc
- Mushikiwabo, Louise; Kramer, Jack (2007). Rwanda Means the Universe: A Native's Memoir of Blood and Bloodlines. St. Martin's Press. ISBN 9781429907316.  Mushikiwabo, Louise; Kramer, Jack (2007). Rwanda Means the Universe: A Native's Memoir of Blood and Bloodlines. St. Martin's Press. ISBN 9781429907316.  Mushikiwabo, Louise; Kramer, Jack (2007). Rwanda Means the Universe: A Native's Memoir of Blood and Bloodlines. St. Martin's Press. ISBN 9781429907316.